# Районы местного самоуправления Северной территории

По состоянию на 1 июля 2008 года на территории Северной территории выделялось два типа районов местного самоуправления:
- муниципалитеты (англ. Municipality);
- графства (англ. Shire)[1].

Всего в июле 2008 года в Северной территории было 17 районов местного самоуправления, из которых 5 были муниципалитетами и 11 — графствами. Основными критериями разделения являются плотность населения и уровень урбанизации.
До 1 июля действовала иная классификация:
- муниципалитеты (англ. Municipality);
- правительственные советы общин (англ. Community Government Council);
- неприсоединённые объединения (англ. Incorporated Association);
- города специального назначения (англ. Special Purpose Town).

До реформы местного самоуправления в Северной территории был 61 район местного самоуправления, в том числе 6 муниципалитетов, 51 правительственный совет общины, 3 неприсоединённых объединения и 1 город специального назначения.

## Муниципалитеты
- Дарвин
- Палмерстон
- Личфилд (Австралия)
- Алис-Спрингс
- Кэтрин

## Графства
- Бельюэн
- Баркли
- Сентрал-Дезерт
- Кумали
- Ист-Арнем
- Графство Ропер Галф
- Мак-Доннелл
- Тиви-Айлендс
- Виктория-Дейли
- Уэст-Арнем
- Уагейт

## Невключённые территории
- Нулунбай
- Альянгула
- Top End Region
- Darwin Rates Act Area
- Юлара